# LKAB

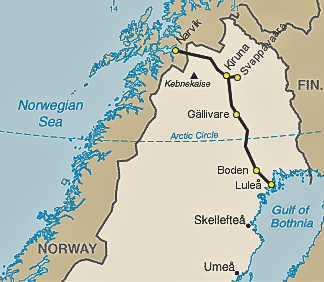
Залізничний маршрут за яким продукція компанії доставляється у порти.

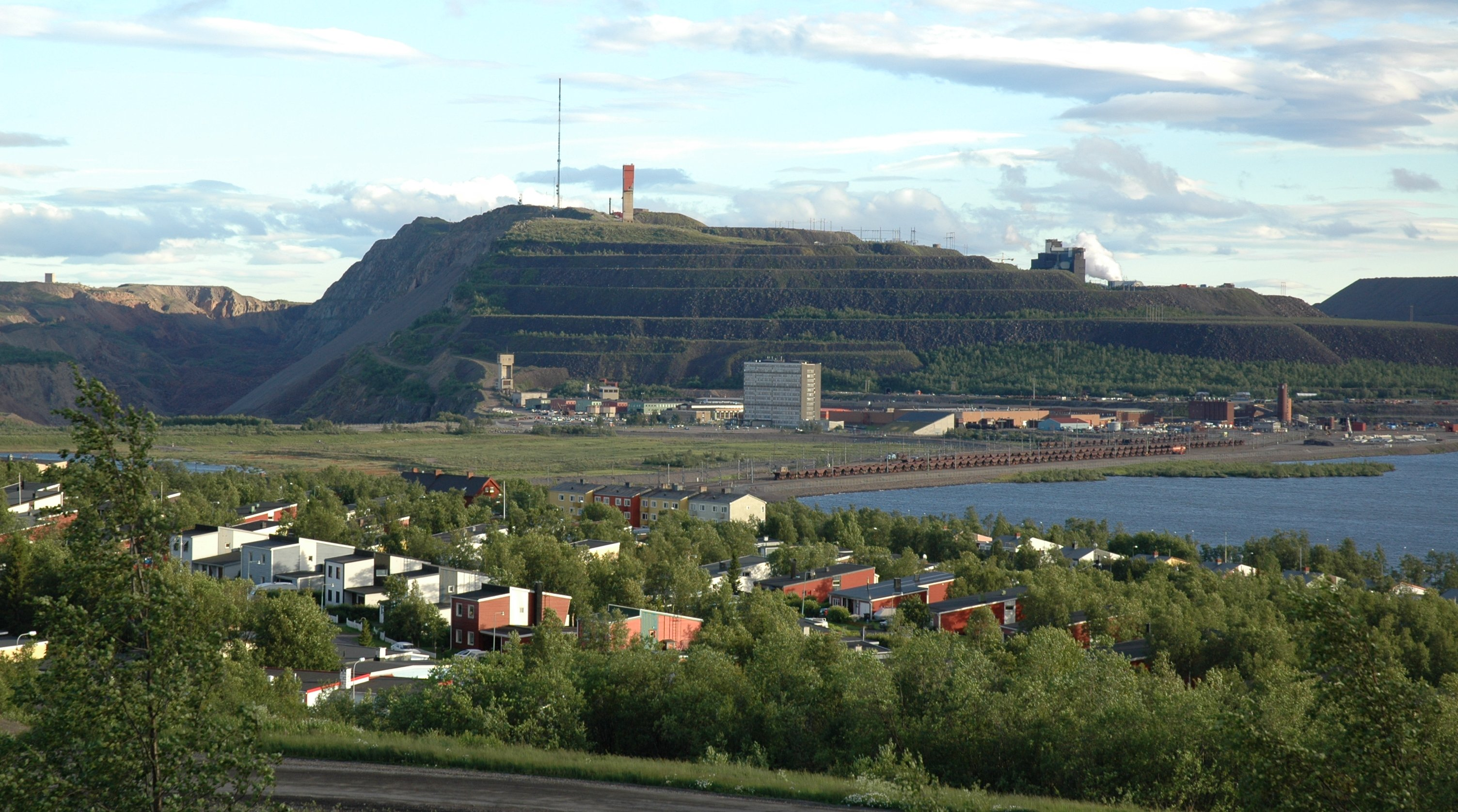
Гора Кірунавара біля міста Кіруна. Гора містить великі запаси залізної руди, які розробляються компанією LKAB з початку ХХ століття.

LKAB (швед. LKAB, розшифровується як Luossavaara-Kiirunavaara Aktiebolag) — шведська гірничовидобувна компанія. Займається видобутком залізної руди на півночі Швеції, біля міст Кіруна та Мальмбергет. Компанію було засновано 1890 року. З 1950-х років є власністтю держави. З добутої руди виробляються обкотиші. Продукція компанії залізничним транспортом переправляється у порти міст Нарвік і Лулео, звідки транспортується на заводи Європи. Продукція компанії у значно меншій кількості експортується також до Азії, Північної Африки та США.
У січні 2023 LKAB повідомила про відкриття поблизу Кірунського рудника найбільшого у Європі родовища рідкісноземельних металів, яке названо "Пер Геєр". Запаси родовища оцінюються у 1 млн тон рідкісноземельних оксидів.